# تلمبه احمد توکلی
تلمبه احمد توکلی یک منطقهٔ مسکونی در ایران است که در دهستان محمدآباد (عنبرآباد) واقع شده‌است. تلمبه احمد توکلی ۲۷ نفر جمعیت دارد.